# Université de l'Est
L'Université de l'Est (en philippin : Pamantasan ng Silangan), également connue sous le nom d' UE, est une université privée située à Manille aux Philippines. Elle a été fondée en 1946.
Le magnat des affaires Lucio Tan a acquis l'université en 1990. L'UE était autrefois considérée comme la "plus grande université d'Asie" lorsque son effectif a atteint plus de 65 000 étudiants par le passé,.

## Histoire
L'histoire de l'Université de l'Est commence en septembre 1946, dans une salle louée sur la rue Dasmariñas, à Manille, où 110 étudiants se sont inscrits à des cours de révision de comptabilité publique agréée (CPA). Le groupe d'enseignants en commerce dirigé par le Dr Francisco T. Dalupan s'est donné pour objectif d'aider le pays qui était encore sous le choc de la guerre. Sur les 110 étudiants, quatre se sont hissés au premier rang des examens du jury de CPA de 1947.
En 1967, le président Diosdado Macapagal, père de la présidente Gloria Macapagal-Arroyo, enseigne à temps partiel au College of Business Administration et a nommé l'UE au rang de "People's University".
La crise économique et la récession qui ont frappé les Philippines dans les années 1980 n'ont pas épargné l'UE. La dévaluation du peso, l'augmentation de l'inflation, le coût élevé des salaires, associés aux grèves des professeurs, du personnel et des étudiants, ont affecté l'UE. Le nombre d'inscrits a diminué. Cette période s'est intensifiée en une crise qui a presque conduit à la vente de l'école à un groupe religieux étranger. Les difficultés financières et le déclin scolaire ont continué de peser sur l'UE tout au long des années 1980. Pendant une brève période en 1984, une entité du mouvement de méditation transcendantale de Maharishi Mahesh Yogi détient une partie des parts. Les étudiants ont boycotté les cours et organisé des manifestations contre cette prise de contrôle, et en peu de temps ils ont obtenu le retrait des fonds,.
Les programmes de l'UE ont connu du succès depuis sa création jusqu'au début des années 1980, lorsque les diplômés de l'UE figuraient parmi la liste des meilleurs candidats aux examens du conseil d'administration du CPA. L'Université a également obtenu les meilleurs résultats dans d'autres examens du conseil d'administration en dentisterie, ingénierie, éducation, médecine, soins infirmiers et physiothérapie.
Dans les années 2000, l'Université a été étiquetée comme «l'une des universités les plus branchées du pays» par Computerworld et Enterprise Magazine. Présentée dans le Computerworld Premier 100 de Computer World Magazine 2006, l'université s'est classée 15 parmi les 100 meilleures sociétés et entreprises dans l'utilisation des technologies de l'information et est le seul établissement d'enseignement sur la liste.
Actuellement, la Commission de l'enseignement supérieur a identifié l'Université de l'Est comme un centre de développement de l'enseignement des technologies de l'information,. Le Département des technologies de l'information a été identifié comme centre de développement de l'enseignement des technologies de l'information du 1er mars 2007 au 31 décembre 2010.
Le 6 octobre 2009, la Commission de l'enseignement supérieur a accordé le statut d'autonomie au campus UE-Manille. Il s'agit de la plus haute reconnaissance par le CHED des réalisations de l'UE, du respect de l'assurance de la qualité et de l'engagement envers la responsabilité publique et la reddition de comptes.

## Accréditations et affiliations
L'Université de l'Est est membre accréditée de diverses organisations nationales et internationales: 
- Association philippine d'accréditation des écoles, collèges et universités (PAASCU)
- Association philippine des collèges et universités Commission d'accréditation (PACUCOA)
- Association des établissements d'enseignement supérieur d'Asie du Sud-Est (ASAIHL)
- Association internationale des universités (AIU)
- Fédération des agences d'accréditation des Philippines (FAAP)
- Association philippine des collèges et universités (PACU)
- Ceinture universitaire
- Association universitaire d'athlétisme des Philippines (UAAP)

## Anciens étudiants

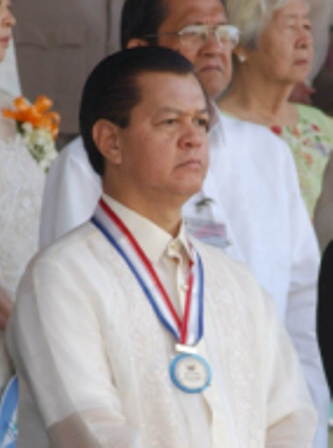
Ancien vice-président Noli de Castro

L'Université de l'Est a produit des milliers de diplômés de plus de 70 ans d'existence. Parmi eux : Manuel "Kabayan" L. De Castro, ancien vice-président des Philippines, les sénateurs Alfredo S. Lim et Robert "Sonny" Jaworski.
L'université a produit des juges de la Cour suprême des Philippines, de la Cour d'appel et d'autres sommités juridiques, à savoir le juge en chef Lucas P. Bersamin, le juge Dante O. Tinga, le juge Normandie B. Pizzaro, le juge Japar B. Dimaampao, le juge Franchito N. Diamante et Arturo G. Tayag. L'UE a également produit de nombreux responsables gouvernementaux, tels que des membres du Congrès des Philippines, des gouverneurs et des maires.
Des poètes célèbres qui ont dirigé le deuxième mouvement moderniste de la poésie philippine, tels que Virgilio S. Almario, Teo Antonio et Rogelio Mangahas.
D'autres anciens étudiants distingués comme les hommes d'affaires Andrew Tan et Rizalino S. Navarro, des personnalités médiatiques telles Peter Musngi, Quinito Henson, Erwin Tulfo, Ramon Tulfo, Xian Lim, Christopher de Leon, Charlie Davao et Claire de la Fuente et Ricky Lo, des icônes sportives telles que l'entraîneur Baby Dalupan, Robert Jaworski, Jerry Codiñera, Allan Caidic, Derrick Pumaren, James Yap et Paul Lee.

## Controverses
Le 1er juillet 2019, le maire de Manille, Isko Moreno Domagoso, a annoncé la suspension des cours à Manille à 9h49. Mais l'UE Manille n'a suspendu ses cours qu'une heure plus tard, comme le montre son avis publié sur sa page Facebook. Domagoso a menacé de révoquer le permis de l'Université de l'Est qui n'a pas suspendu les cours au mépris de son ordre. Il a déclaré que si l'UE refusait de suivre les ordres du gouvernement de la ville, il devait quitter la capitale. Selon Domagoso, il a reçu un certain nombre de plaintes concernant le non-respect de l'UE aux annonces de suspensions de classe par le gouvernement. Peu de temps après l'avertissement émis, l'UE a suspendu ses classes pour tous les niveaux pour ses succursales de Manille et de Caloocan. L'UE est tristement célèbre pour être la seule université à ne pas suspendre les cours dans les méfaits de l'ordre gouvernemental affirmant qu'ils sont autonomes. Cependant, ils doivent se conformer à ladite ordonnance pour assurer la sécurité de ses étudiants.

## Galerie de photographies

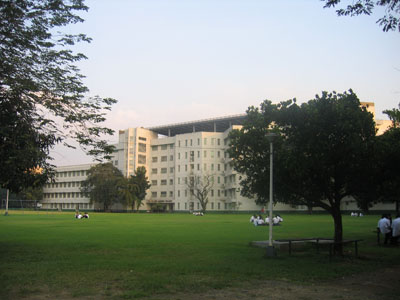
Campus UE Caloocan.
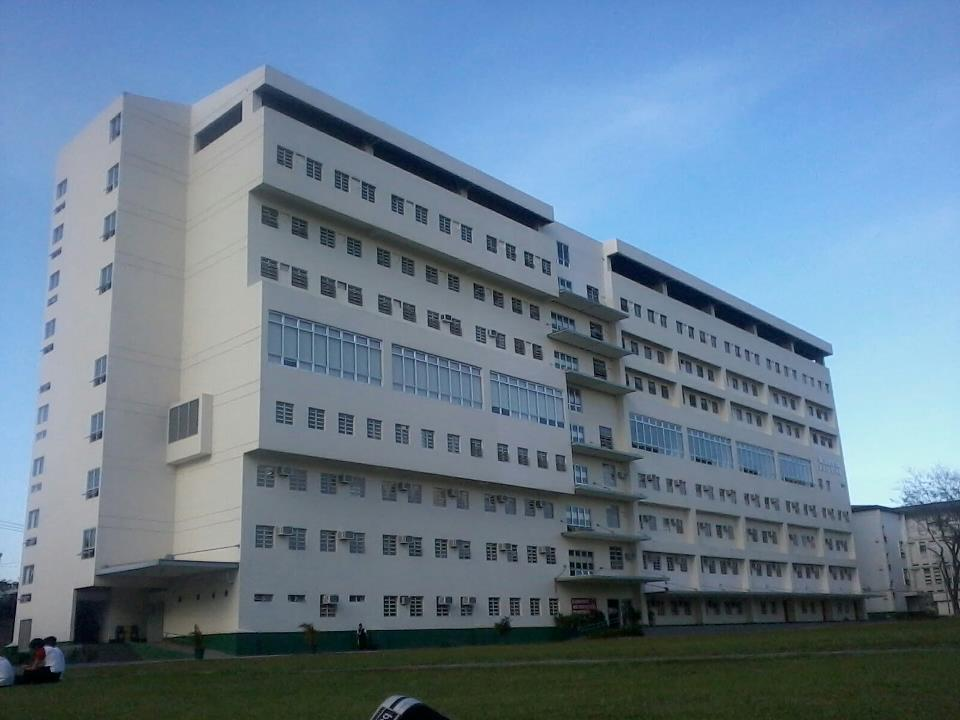
Bâtiment Dr. Lucio C. Tan, UE Caloocan.
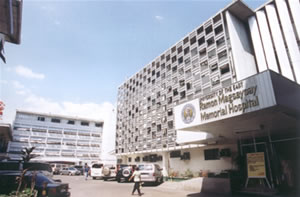
Centre médical UERM.
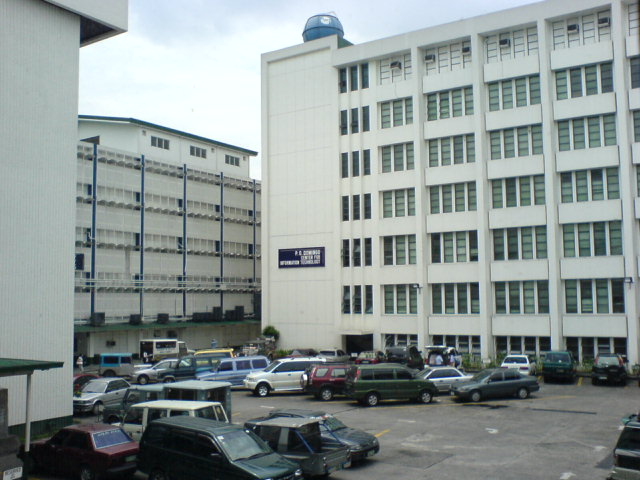
POD-CIT Building Square, Manille.
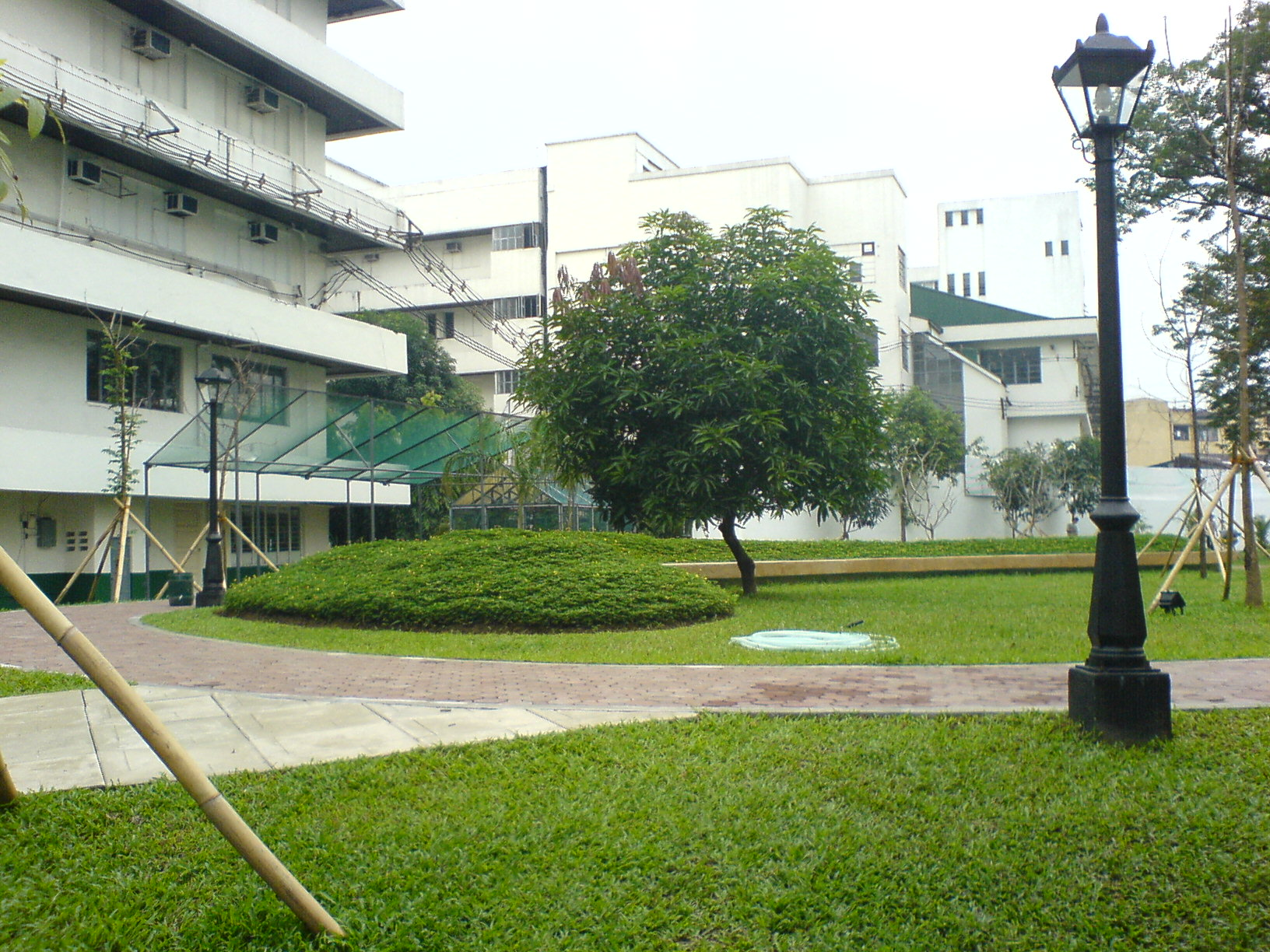
Jardin de Tan Yan Kee.
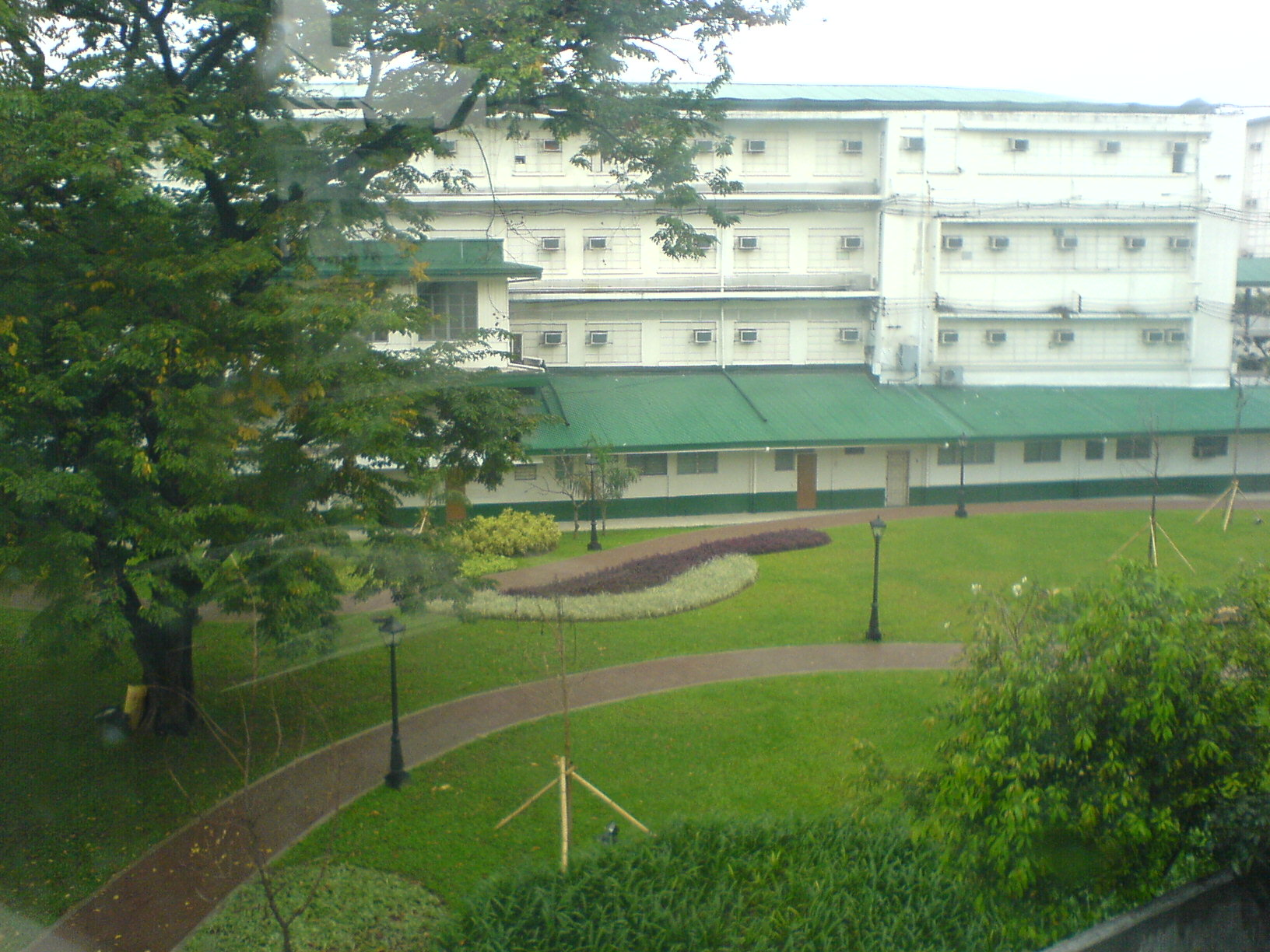
Immeuble Santiago dela Cruz.
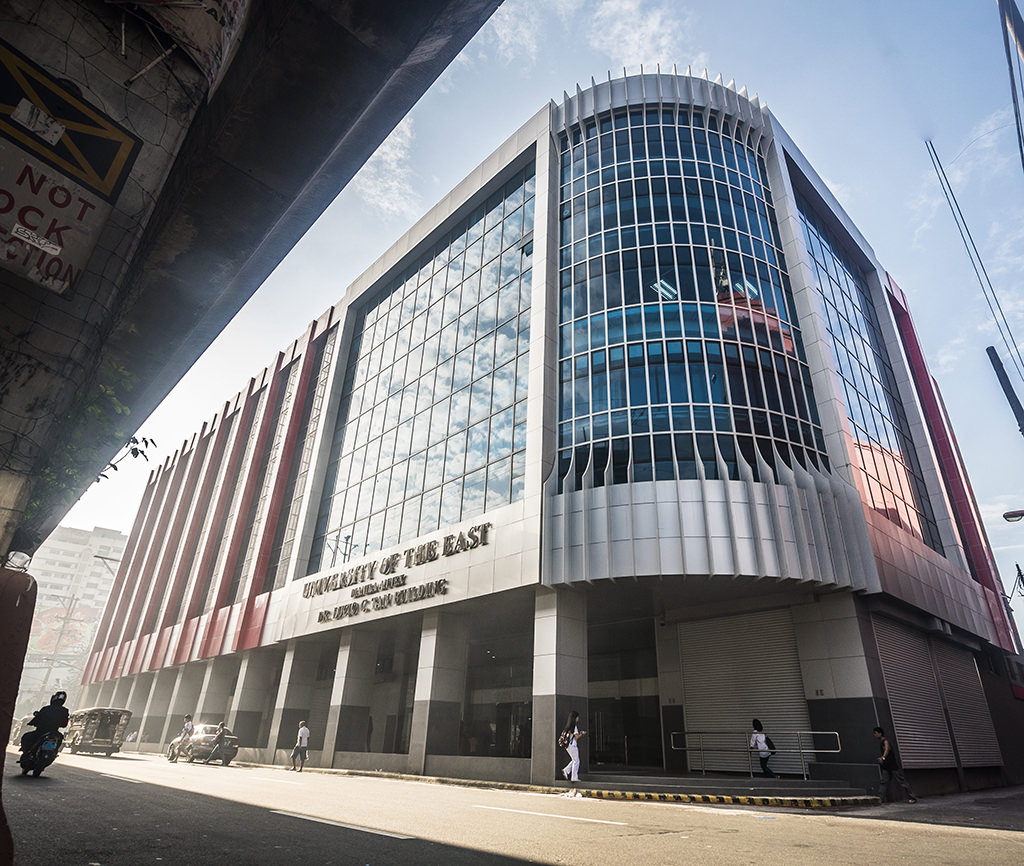
Annexe UE de Manille, bâtiment Dr. Lucio C. Tan.
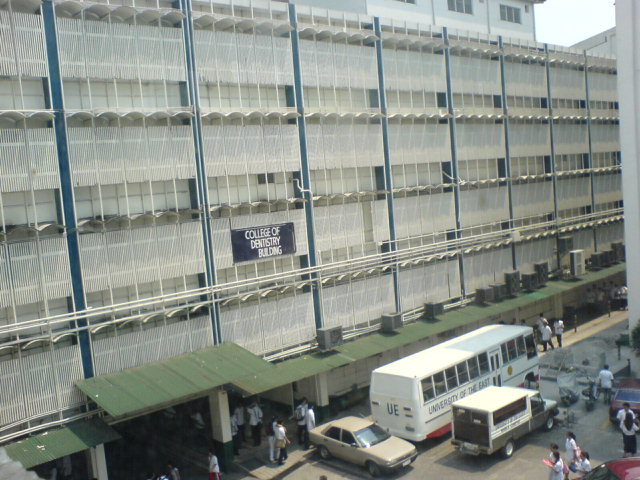
Collège de dentisterie.
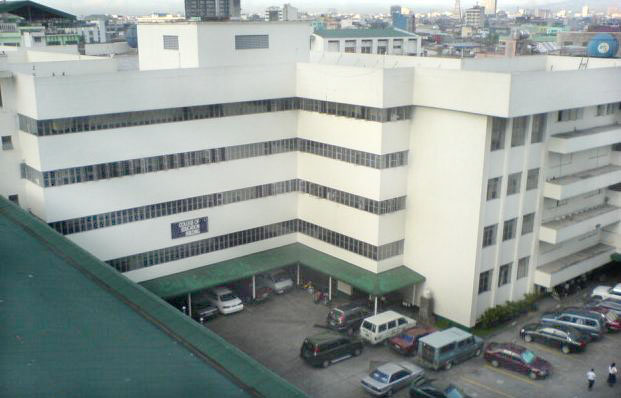
Collège d'éducation.